# Fond d'Or (Dennery)
Fond d'Or es una localidad de Santa Lucía, que forma parte del distrito de Dennery.